# Arirang TV
Arirang TV (кор. 아리랑 TV) — южнокорейская международная телерадиовещательная служба. Управление ею осуществляет некоммерческая общественная организация Korea International Broadcasting Foundation.

## История и распространение
Телеканал Arirang TV был основан правительством Южной Кореи под девизом «Korea for the World, the World for Korea» в 1996 году.
На 2009 год трансляции велись на 188 стран на 7 языках, включая английский, китайский, испанский и арабский.
С мая 2011 года англоязычный канал Arirang TV транслируется в цифровом эфирном виде в Вашингтонской агломерации. Таким образом, Arirang присоединился к таким международным каналам, уже доступным жителям столицы США в телеэфире, как NHK World, France 24, RT, VTV4 и Al Jazeera.

## Передачи
Программная сетка состоит из новостей, развлекательных, образовательных и документальных программ.

## Цели и задачи
Целью Arirang TV является улучшение имиджа Кореи во всём мире благодаря круглосуточной трансляции корейских новостей и развлекательных программ и улучшение отношений между Кореей и другими странами путём более плотной кооперации с зарубежными телерадиовещательными компаниями.

## Название
Телесеть получила название Arirang от одноимённой корейской фольклорной песни (см. «Ариран»).